# Gare de Formerie
La gare de Formerie est une gare ferroviaire française de la ligne de Saint-Roch à Darnétal-Bifurcation, située sur le territoire de la commune de Formerie, dans le département de l'Oise, en région Hauts-de-France.
Elle est mise en service en 1867 par la Compagnie des chemins de fer du Nord.
C'est une halte voyageurs de la Société nationale des chemins de fer français (SNCF), desservie par des trains régionaux du réseau TER Hauts-de-France.

## Situation ferroviaire
Établie à 227 mètres d'altitude, la gare de Formerie est située au point kilométrique (PK) 56,006 de la ligne de Saint-Roch à Darnétal-Bifurcation, entre les gares ouvertes d'Abancourt et de Serqueux.

## Histoire
La station de Formerie est mise en service le 18 avril 1867 par la Compagnie des chemins de fer du Nord, lors de l'ouverture de l'exploitation voyageurs de la ligne d'Amiens à Rouen. L'ouverture du service des marchandises a lieu le 26 avril.
Lors de la guerre franco-allemande de 1870, fin octobre et début novembre, de violents combats pour le contrôle du chemin de fer y opposent Prussiens et Français, qui remportent une victoire sans lendemain,.
Après déclaration d'utilité publique par une loi du 4 juin 1891, le 22 octobre 1894, est mise en service la ligne d'intérêt local et à voie métrique de 32 kilomètres reliant la gare de Milly-sur-Thérain au terminus de Formerie par Songeons et la vallée du Thérain, d'abord exploitée par la Compagnie des Chemins de fer de Milly à Formerie et de Noyon à Guiscard et à Lassigny, puis par la Compagnie générale de voies ferrées d'intérêt local. La gare d'échange est située à proximité (Sur la carte postale, à gauche du cliché derrière la clôture), elle permet aux voyageurs de rejoindre la gare d'échange de Milly-sur-Thérain où il y a la possibilité d'une correspondance vers la gare de Beauvais par la ligne d'Épinay - Villetaneuse au Tréport - Mers.

La gare, vers 1900
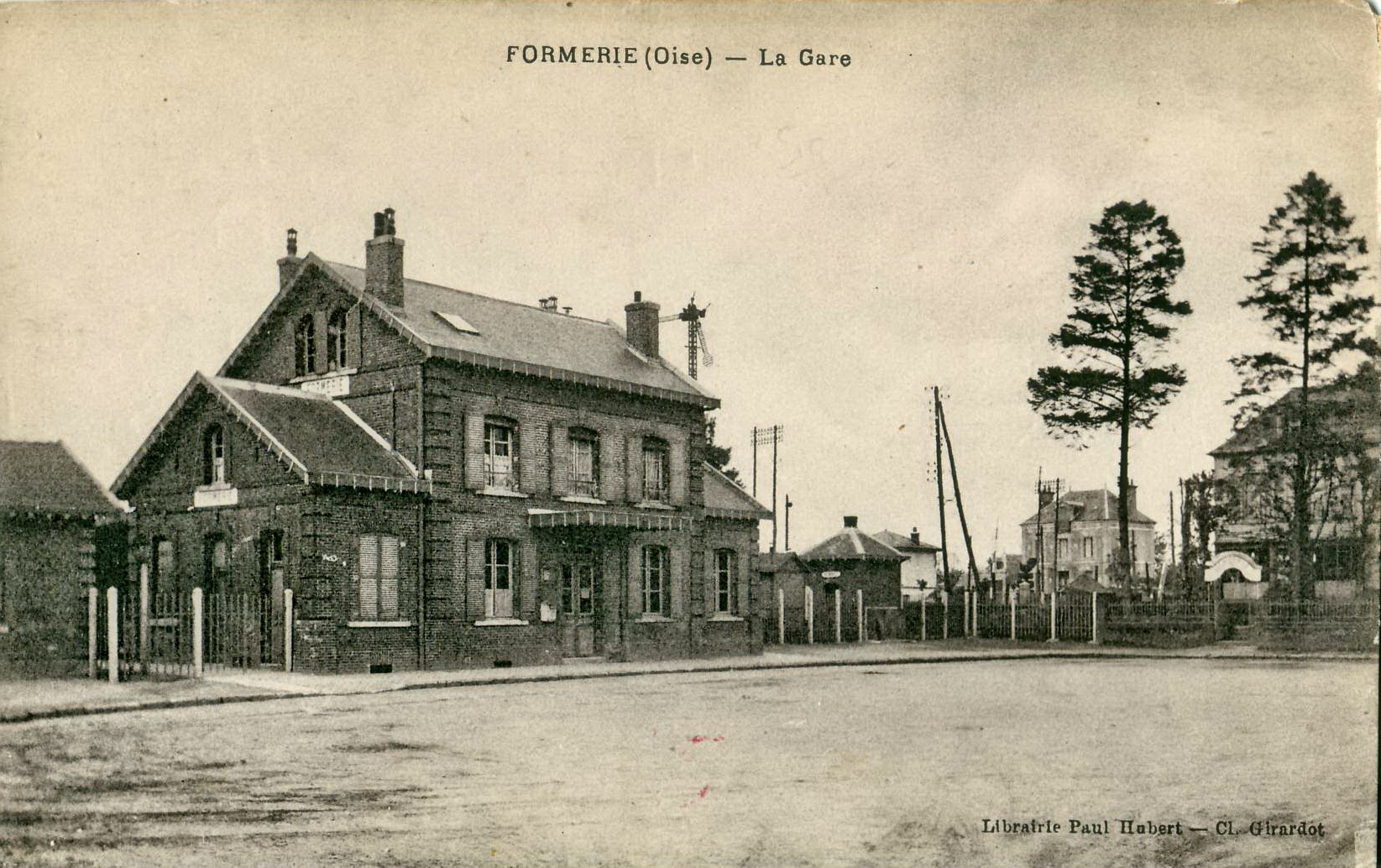
Le bâtiment voyageurs.
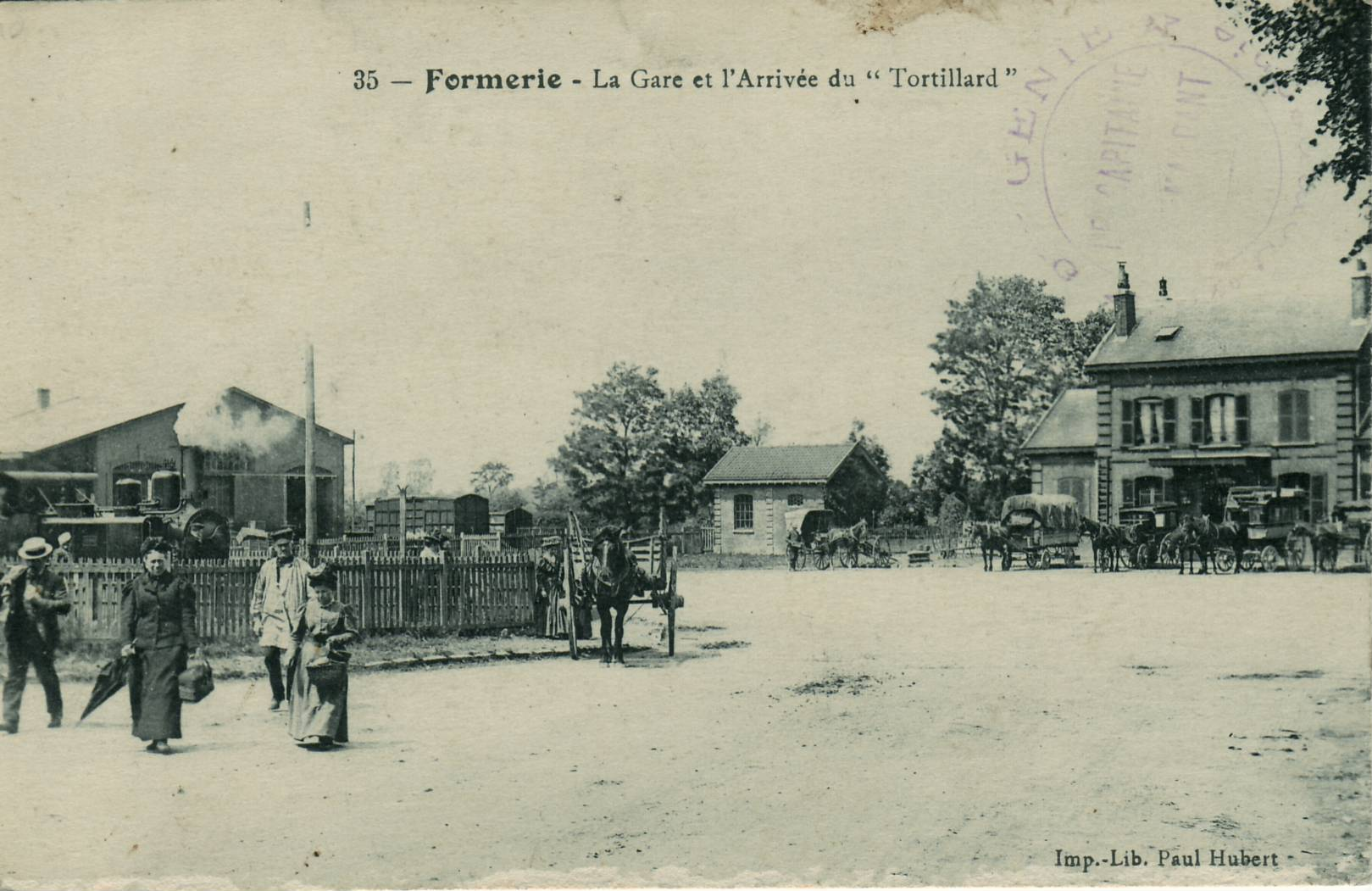
Arrivée du train de Milly.

Une importante gare de munitions destinée aux armées du Nord, et servant d'annexe à la gare régulatrice britannique de Romescamps, a été aménagée en gare de Formerie entre l'hiver 1915-1916 et la fin de la Première Guerre mondiale, dotée de six grands groupes d'entrepôts construits au moyen d'éléments standardisés en bois et disposant de 9 voies ferrées de formation et de stationnement, longues de 500 m,.
Cette gare occasionna des bombardements par l'armée ennemie, qui ont été reconnus par une citation de la commune à l'ordre de l'armée avec la mention suivante, partagée avec les communes d'Abancourt, Blargies, Fouilloy : « Ont supporté courageusement les violents bombardements par avions dont elles ont été l'objet au cours de la guerre. Malgré les souffrances endurées et les dégâts commis, ont toujours fait preuve d'une confiance inébranlable dans le succès de nos armes ».
La ligne de Milly-sur-Thérain à Formerie ferme à tout trafic le 31 décembre 1935, et son service est transféré sur route par le conseil général de l'Oise.
En 2018, la SNCF estime la fréquentation annuelle de la gare à 7 809 voyageurs. Ce chiffre est en croissance, avec  environ 9 130 voyageurs en 2022.

## Service des voyageurs

### Accueil
Halte SNCF, c'est un point d'arrêt non géré (PANG) à accès libre. La traversée des voies n'est autorisée que par le passage à niveau attenant.

### Desserte
Formerie est desservie par des trains TER Hauts-de-France, qui effectuent des missions entre les gares de Rouen-Rive-Droite et d'Amiens.

Photographies de la gare
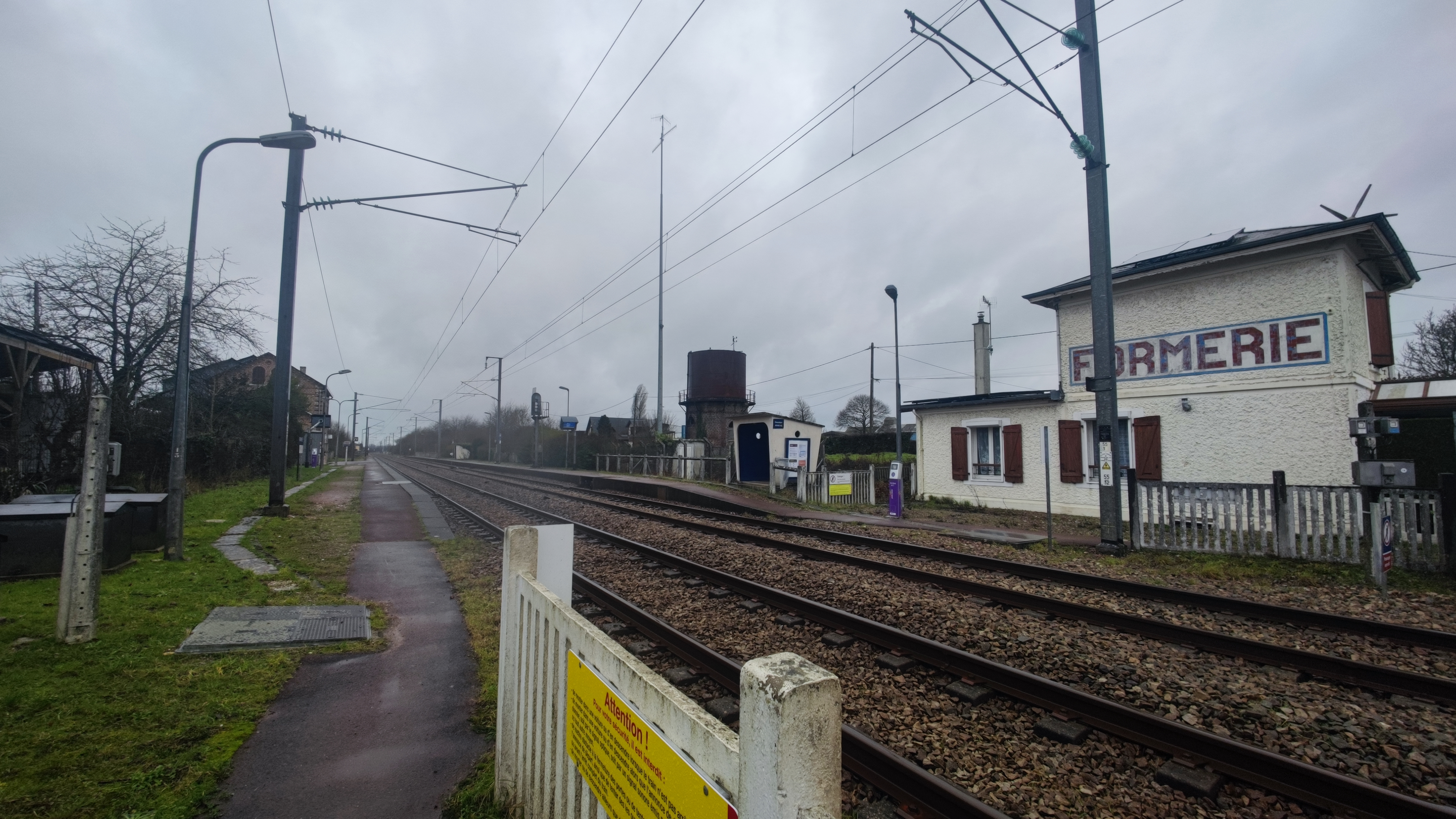
Vue de la halte, depuis le passage à niveau.
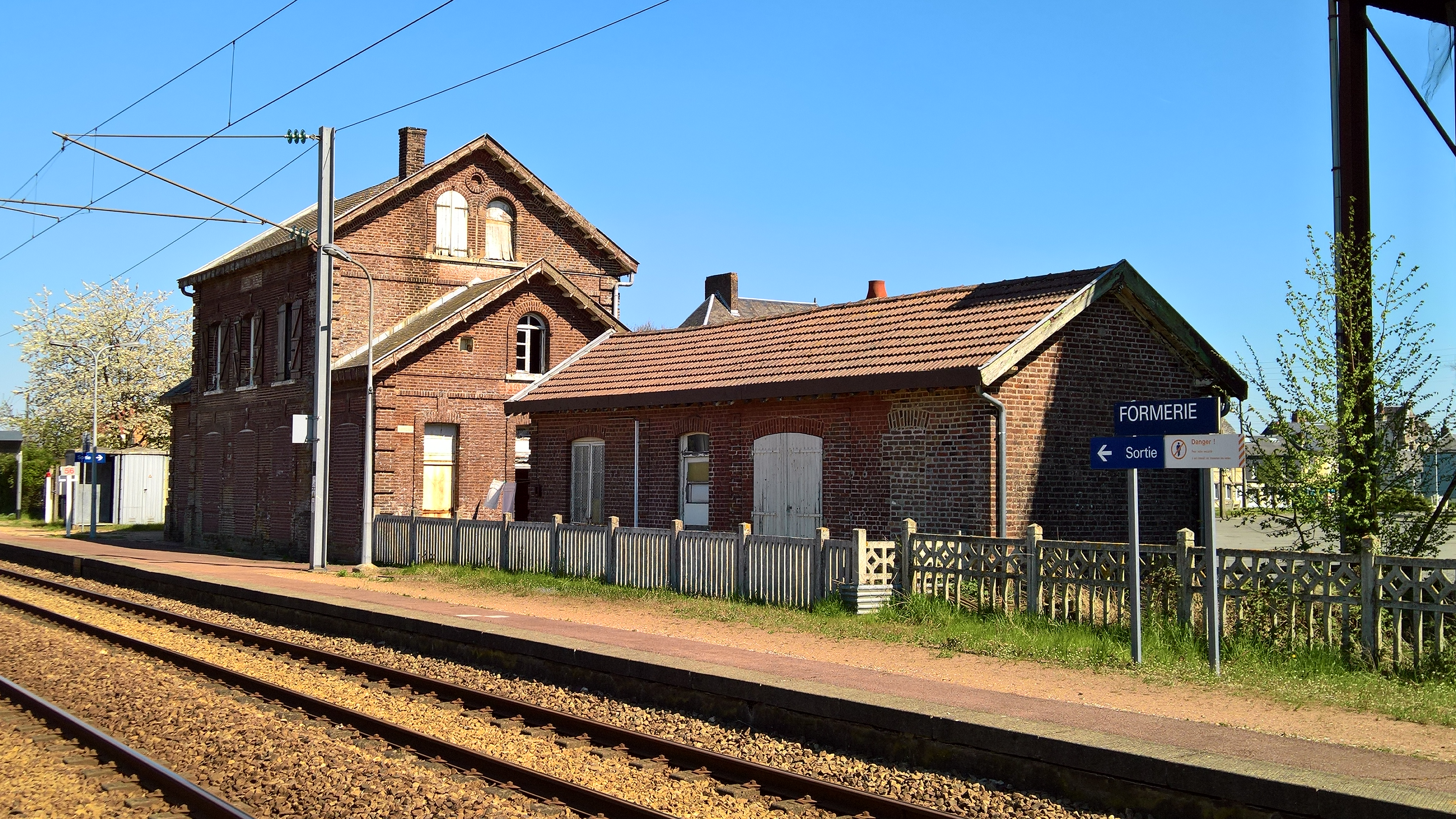
Remise et ancien bâtiment voyageurs.
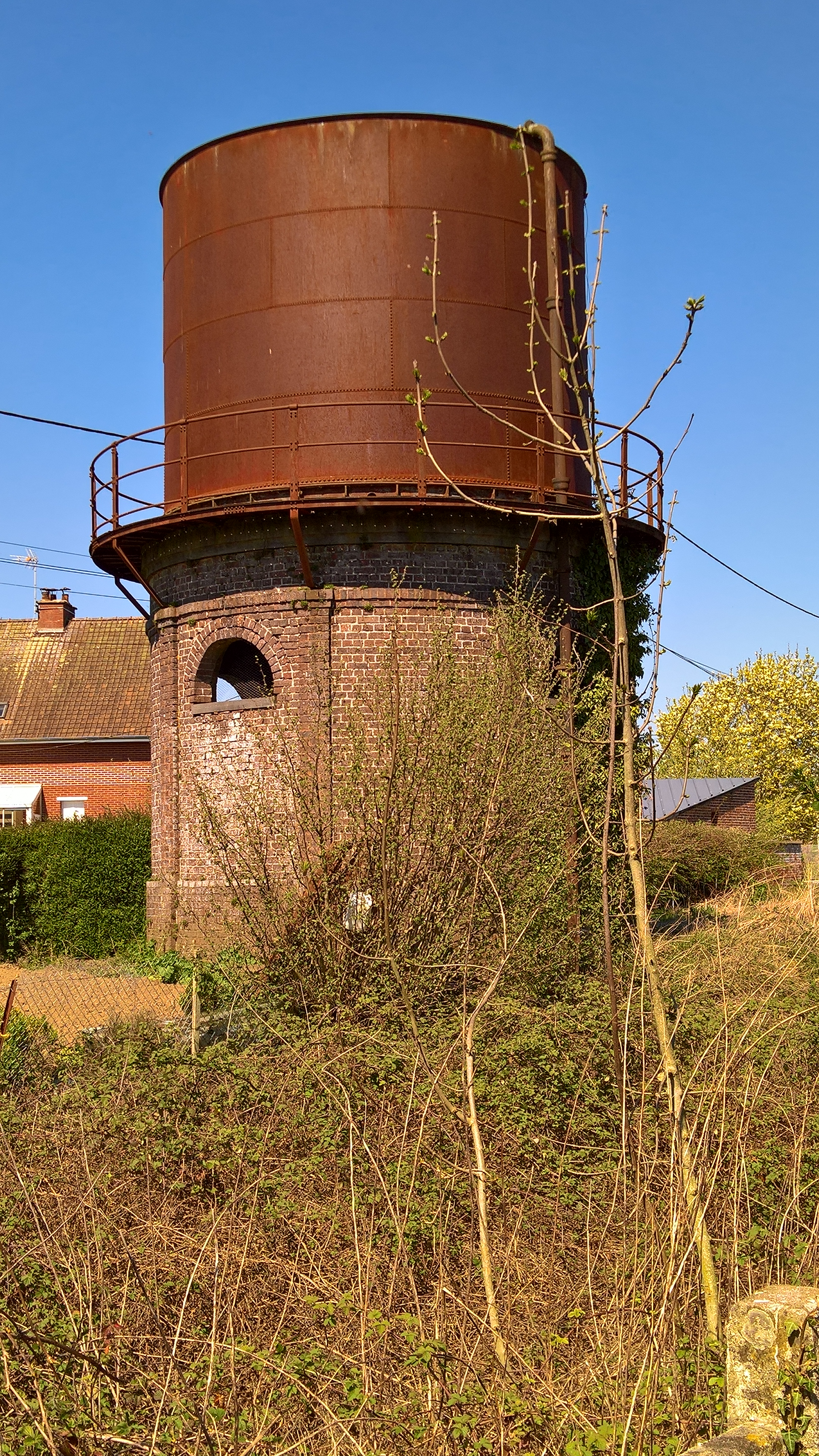
Ancien château d'eau.

### Intermodalité
Le stationnement des véhicules est possible, face à l'ancien bâtiment voyageurs.

## Patrimoine ferroviaire
L'ancien bâtiment voyageurs n'est plus utilisé pour les besoins ferroviaires et accueille l'association locale des Restos du cœur. Il est entretenu dans le cadre d'un chantier d'insertion.